# Plumplori
Plumplorien (Nycticebus coucang) er en halvabe i familien lorier, der er udbredt i det sydøstlige Asien. Her lever den i regnskove, haver og plantager i Indonesien, Malaysia, Singapore og Thailand. Kropslængden er 26-38 cm med en 1-2 cm lang hale. Navnet skyldes den plumpe kropsbygning. Plumplorien er trælevende og aktiv om natten. Arten er vurderet sårbar på grund af jagt og anvendelse som kæledyr, hvor tænderne ofte trækkes ud.